# Élections européennes de 2014 au Danemark
Les élections européennes de 2014 ont eu lieu entre le 22 et le 25 mai selon les pays, et le 25 mai 2014 au Danemark. Ces élections étaient les premières depuis l'entrée en vigueur du Traité de Lisbonne qui a renforcé les pouvoirs du Parlement européen et modifié la répartition des sièges entre les différents États-membres. Néanmoins, les Danois ont élu le même nombre de députés européens qu'en 2009, autrement-dit 13 représentants.

## Mode de scrutin
Les treize députés européens danois sont élus au suffrage universel direct par l'ensemble des citoyens de l’UE résidant de façon permanente au Danemark et étant âgés de plus de 18 ans. Le scrutin se tient selon le mode du vote préférentiel, et les sièges sont répartis proportionnellement entre les listes selon la méthode d'Hondt.

## Campagne

### Partis et candidats
| Partis et coalitions | Partis et coalitions                            | Tête de liste          | Idéologie                                         |
| -------------------- | ----------------------------------------------- | ---------------------- | ------------------------------------------------- |
|                      | A Parti social-démocrate                        | Jeppe Kofod            | Social-démocratie                                 |
|                      | V Parti libéral                                 | Ulla Tørnæs            | Libéral-conservatisme                             |
|                      | F Parti socialiste populaire                    | Margrete Auken         | Socialisme et Écologie                            |
|                      | O Parti populaire danois                        | Morten Messerschmidt   | Conservatisme social et Nationalisme              |
|                      | C Parti populaire conservateur                  | Bendt Bendtsen         | Conservatisme                                     |
|                      | N Mouvement populaire contre l'Union européenne | Rina Ronja Kari        | Euroscepticisme, Souverainisme et Anticapitalisme |
|                      | B Gauche radicale                               | Morten Helveg Petersen | Social-libéralisme et Fédéralisme européen        |
|                      | I Alliance libérale                             | Christina Egelund      | Libéralisme                                       |

La Liste de l'unité n'a jamais participé directement aux élections européennes, préférant soutenir Mouvement populaire contre l'Union européenne, une organisation eurosceptique, dont l'actuel eurodéputé signe au sein de la Gauche unitaire européenne/Gauche verte nordique. Certains députés de la Liste de l'Unité ont émis l'idée de présenter une liste indépendante lors des élections de 2014. Néanmoins, cette idée a été repoussée par l'Assemblée générale du parti,.

### Sondages
| Institut de sondage  | Date                     | V        | A             | O      | B      | F      | N      | I     | C     | 1er |       |       |     |
| -------------------- | ------------------------ | -------- | ------------- | ------ | ------ | ------ | ------ | ----- | ----- | --- | ----- | ----- | --- |
| Institut de sondage  | Date                     | Voxmeter | 5-10 mai 2014 | 22,9 % | 22,3 % | 27,3 % | 5,5 %  | 9,0 % | 4,9 % | 1er | 1,5 % | 6,6 % | 4,4 |
| Gallup               | 6-9 mai 2014             | 22,0 %   | 17,0 %        | 27,0 % | 6,0 %  | 9,0 %  | 9,0 %  | 3,0 % | 6,0 % | 5,0 |       |       |     |
| Epinion/DR           | 1-6 mai 2014             | 24,2 %   | 21,4 %        | 26,0 % | 6,6 %  | 6,1 %  | 8,5 %  | 2,7 % | 4,8 % | 1,8 |       |       |     |
| Greens Analysebureau | 1er mai 2014             | 19,5 %   | 17,3 %        | 29,5 % | 4,9 %  | 7,2 %  | 9,9 %  | 3,5 % | 5,6 % | 10  |       |       |     |
| Epinion/DR           | 29 avril 2014            | 24,3 %   | 22,4 %        | 25,1 % | 6,6 %  | 6,1 %  | 7,5 %  | 2,9 % | 5,2 % | 0,8 |       |       |     |
| Wilke/JP             | 29 avril 2014            | 24,1 %   | 21,5 %        | 19,5 % | 6,1 %  | 7,0 %  | 11,7 % | 4,8 % | 5,3 % | 2,6 |       |       |     |
| Megafon/TV2          | 26 avril 2014            | 22,6 %   | 20,9 %        | 25,6 % | 5,8 %  | 5,0 %  | 12,7 % | 3,5 % | 3,8 % | 3,0 |       |       |     |
| Epinion/DR           | 11-21 avril 2014         | 24,5 %   | 22,8 %        | 24,0 % | 6,9 %  | 5,7 %  | 7,3 %  | 3,3 % | 5,5 % | 0,5 |       |       |     |
| Voxmeter/Politiken   | 14 avril 2014            | 28,1 %   | 27,1 %        | 20,4 % | 6,6 %  | 7,6 %  | 3,7 %  | 3,2 % | 3,4 % | 1,0 |       |       |     |
| A&B Analyse/Altinget | 27 mars - 1er avril 2014 | 21,2 %   | 22,8 %        | 26,7 % | 8,9 %  | 6,2 %  | 9,1 %  | 4,1 % | 1,0 % | 3,9 |       |       |     |
| Wilke/JP             | 10-16 mars 2014          | 24,0 %   | 19,2 %        | 24,4 % | 8,4 %  | 6,7 %  | 9,0 %  | 4,5 % | 3,8 % | 0,4 |       |       |     |
| Epinion/DR           | 10-13 mars 2014          | 25 %     | 22 %          | 22 %   | 8 %    | 6 %    | 7 %    | 3 %   | 5 %   | 3   |       |       |     |
| Gallup/Berlinske     | 05-11 mars 2014          | 24,9 %   | 22,0 %        | 25,3 % | 5,9 %  | 5,1 %  | 8,1 %  | 3,1 % | 4,1 % | 0,4 |       |       |     |
| A&B Analyse/Altinget | 27 février - 4 mars 2014 | 22,5 %   | 22,6 %        | 23,3 % | 8,4 %  | 6,4 %  | 8,3 %  | 2,4 % | 6,1 % | 0,7 |       |       |     |
| Gallup/NyAgena       | 05-10 février 2014       | 25       | 21 %          | 21 %   | 6 %    | 6 %    | 8 %    | 3 %   | 5 %   | 4   |       |       |     |

### Thèmes

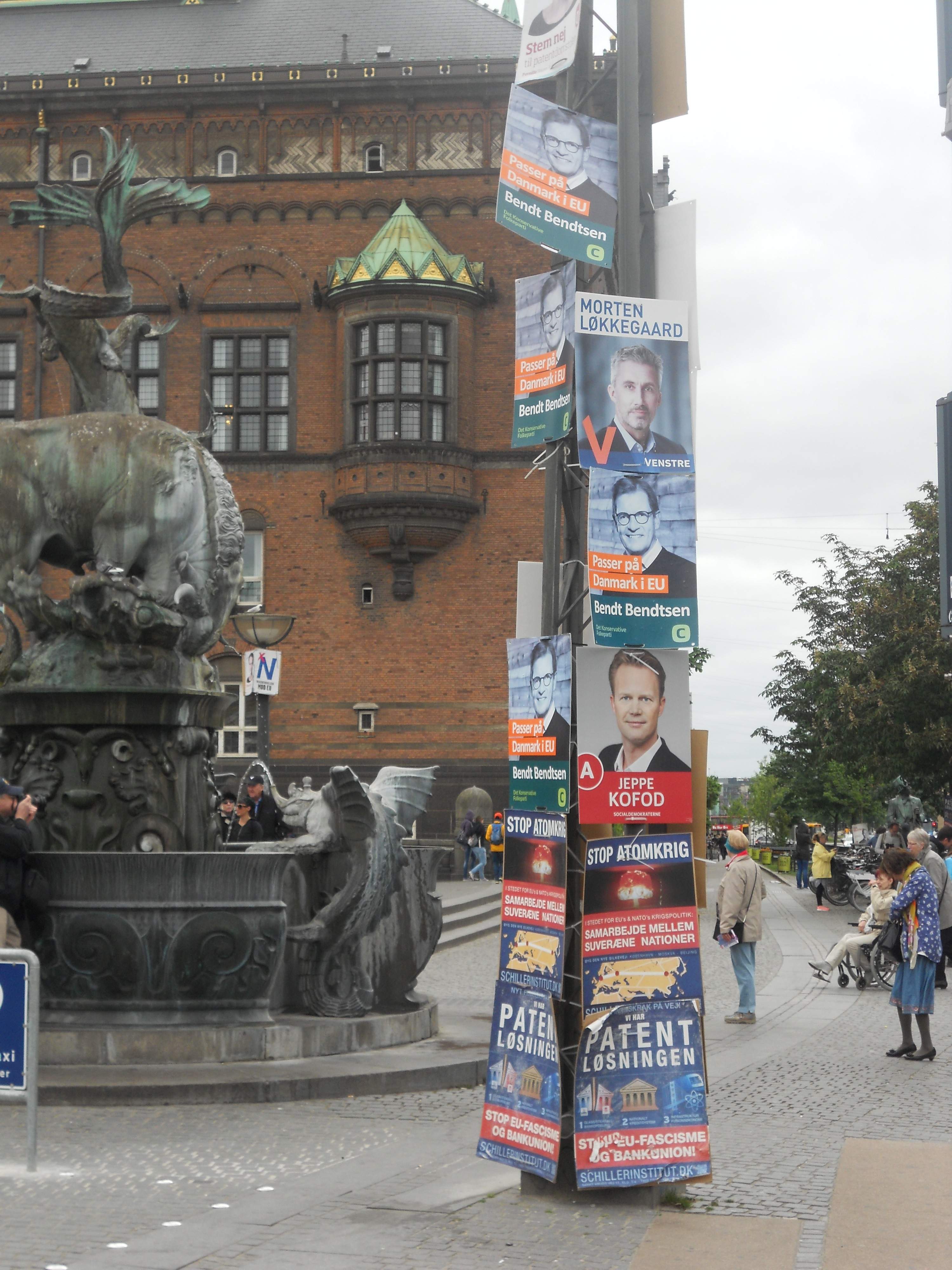
Affiches électorales à Copenhague en mai 2014, pour les élections européennes. Au premier plan, des affiches pour les Sociaux-Démocrates (A), les Conservateurs (C) et les Libéraux (V). Les affiches en bas concernent le référendum qui se tient simultanément sur la juridiction unifiée du brevet (cour européenne). En arrière-plan, sur un lampadaire, on aperçoit une affiche du Mouvement populaire contre l'Union européenne (N).

Le dumping social et l'accès aux services sociaux pour les ressoritissants de l'UE au Danemark ont fait l'objet de débats récurrents pendant campagne électorale. Le scandale provoqué par Lars Løkke Rasmussen, qui s'est payé des vêtements et des vacances avec l'argent de son parti, Venstre, a selon différents sondages participé à la hausse du Parti du peuple danois, ainsi qu'à la popularité de son président, Kristian Thulesen Dahl. Selon un sondage réalisé quelques jours avant l'élection, Dahl serait désormais aussi populaire auprès des électeurs danois que Lokke Rasmussen.
Deux semaines environ avant le scrutin, le Parlement a posté sur son compte youtube une vidéo ayant pour but d’inciter les jeunes électeurs à se rendre aux urnes, grâce à une caricature de super-héros nommée Voteman, n'hésitant pas à recourir à la force pour s'y faire. Malgré le succès national et international de la vidéo le Parlement a décidé de la supprimer de son compte YouTube, à la suite de nombreuses critiques.

## Résultats
| ← Élections au Parlement Européen de 2014 |                                                 |              |           |         |       |        |        |
| Parti                                     | Parti                                           | Groupe au PE | Votes     | Votes   | Votes | Sièges | Sièges |
| Parti                                     | Parti                                           | Groupe au PE | No.       | %       | +/−   | No.    | +/−    |
|                                           | O Parti populaire danois                        | ECR          | 605 766   | 26,6 %  | +11,3 | 4      | +2     |
|                                           | A Parti social-démocrate                        | S&D          | 434 984   | 19,1 %  | -2,4  | 3      | -1     |
|                                           | V Parti libéral                                 | ADLE         | 378 772   | 16,7 %  | -3,5  | 2      | -1     |
|                                           | F Parti socialiste populaire                    | Verts/ALE    | 248 244   | 10,9 %  | -5,0  | 1      | -1     |
|                                           | C Parti populaire conservateur                  | PPE          | 208 067   | 9,2 %   | -3,6  | 1      | =      |
|                                           | N Mouvement populaire contre l'Union européenne | GUE/GVN      | 183 493   | 8,1 %   | +0,9  | 1      | =      |
|                                           | B Gauche radicale                               | ADLE         | 148 006   | 6,5 %   | +2,2  | 1      | +1     |
|                                           | I Alliance libérale                             |              | 65 776    | 2,9 %   | +2,3  | 0      | =      |
| Totaux                                    | Totaux                                          |              | 2 273 018 | 100,0 % |       | 13     | =      |
| Blancs et nuls                            | Blancs et nuls                                  |              | 54 501    |         |       |        |        |
| Total (Participation : 56,3 %)            | Total (Participation : 56,3 %)                  | 2 328 319    |           |         |       |        |        |
| Inscrits                                  |                                                 |              |           |         |       |        |        |